# Rugulopteryx okamurae
Rugulopteryx okamurae ist eine Algenart in der Familie Dictyotaceae. Die Braunalge stammt aus dem asiatischen Raum, wird aber seit dem frühen 21. Jh. auch im westlichen Mittelmeer beobachtet.

## Merkmale
Der Thallus der Braunalge ist jung gelbbraun gefärbt, ältere Exemplare sind dunkler. Morphologisch ist sie gabelteilig (dichotom) verzweigt, das heißt er verzweigt sich an der Spitze in jeweils zwei untereinander gleiche Äste. Die auf Hartsubstrat am Meeresgrund aufwachsenden, aufrechten Thalli erreichen in Ostasien etwa 15 Zentimeter Höhe, im Mittelmeer etwas weniger (im Étang de Thau nur 5 Zentimeter). Es werden zwei Wuchsformen beschrieben, eine reich verzweigte und eine spärlich verzweigte Form. Die linsenförmige Scheitelzelle ist vorstehend und 55 Mikrometer noch bei einer Breite von 85 Mikrometern. Der Thallus ist dreilagig, mit einem Mark (Medulla), eingeschlossen von je einer Rindenschicht (Cortex). Die Medulla ist in der Mitte einlagig, zu den Rändern hin mehrlagig, wodurch der Thallus zum Rand hin dicker ist als im Mittelabschnitt. Jeder Cortex besteht aus zwei bis drei Zelllagen. Von der Basis des Thallus gehen kriechende Fasern aus, die durch vegetative Vermehrung zu benachbarten Thalli auswachsen. Zudem ist er über fädige Rhizoide auf dem Substrat verankert. Außerdem können auch am Rand der vegetativen Thalli adventive junge Exemplare gebildet werden, die zu normalen Thalli auswachsen.
Sporangien der asexuellen Generation werden auf beiden Oberflächen des abgeflachten Thallus gebildet. Jedes kugelige Sporangium sitzt auf einem aus zwei Zellen gebildeten kurzen Stielchen, eine Hülllage (Involucrum) ist nicht ausgebildet. Pro Sporangium entwickelt sich alternativ entweder eine einzige oder vier gleiche Sporen. Die weiblichen Gametophyten der geschlechtlichen Generation bilden Sori mit jeweils 3 bis 35 Oogonien, die männlichen mit jeweils 30 bis 100 Antheridien.

## Biologie und Lebenszyklus
Die Art wurde zuerst aus Japan beschrieben. Sie ist in den asiatischen Küstengewässern des nordwestlichen Pazifik weit verbreitet.
In ihrer ostasiatischen Heimat, in Korea, ist Rugulopteryx okamurae eine häufige Art der subtidalen Schelfregion der Meeresküste, in 0,5 bis 5 Metern, nur gelegentlich bis 15 Metern Wassertiefe. Die Art besitzt ihr Entwicklungsmaximum im Sommer, im Winter sind meist nur die am Boden kriechenden Fäden vorhanden, aus denen im Frühjahr neue Thalli austreiben, gleichzeitig (etwa ab Mai) entwickeln sich junge Thalli aus austreibenden Sporen. Sporophyten werden von Juni bis Oktober, mit Maximum im September, gebildet.

## Vorkommen im Mittelmeer und Atlantik
Rugulopteryx okamurae wurde im Mittelmeer erstmals im Frühjahr 2002 in der Lagune Étang de Thau  an der westlichen Mittelmeerküste Südfrankreichs gefunden. Da das charakteristische, gabelige Verzweigungsmuster (vgl. etwa die heimische Art Gemeine Gabelzunge Dictyota dichotoma) in der Verwandtschaft nur bei pazifischen Arten auftritt, wurde schnell klar, dass es sich um eine eingeschleppte Art handeln muss. Der Étang de Thau ist zudem als Einschleppungsort auch anderer pazifischer Meeresbewohner schon länger bekannt. In der Lagune wächst die Braunalge auf felsigem Grund bis in etwa zwei Meter Wassertiefe, von April bis September. Da zunächst nur vegetative Vermehrung vorkam, wurde die Zugehörigkeit zur Art genetisch determiniert.
Seit dem Erstauftreten hat sich die Art rapide ausgebreitet. Etwa 2015 erreichte die Art die Straße von Gibraltar und damit den Atlantik. Obwohl sie sich hier offenbar nur vegetativ ausbreiten kann und damit ihren Lebenszyklus nicht vollendet, neigt die Art dazu, Massenbestände zu bilden, die ihren Lebensraum vollständig dominieren können. Gegen abweidende Pflanzenfresser ist sie dabei durch einen chemischen Abwehrstoff, das Diterpen Dilkamural, gut geschützt. Im Meeresschutzgebiet des Jbel Musa vor der afrikanischen Küste in der Straße von Gibraltar ist die Art binnen eines Jahres zum dominanten Besiedler der Felsküste geworden, die in Wassertiefen bis 30 Meter teilweise bis zu 96 Prozent des Grunds deckt. Die hier vorher häufig vorkommenden bedrohten Korallenarten sind dadurch (mit Ausnahme einer Art) stark zurückgegangen.
Die Art ist seit 2022 auf der Liste invasiver gebietsfremder Arten von unionsweiter Bedeutung der EU. Daher sind Maßnahmen zur Kontrolle und Management der Art verpflichtend nötig. Ein- und Ausbringen, Befördern, Halten, Vermehren und Freisetzen sind damit verboten.

## Taxonomie und Systematik
Der Name der Art wurde als Dilophus okamurai 1950 durch den US-amerikanischen Naturforscher und Algenkundler Elmer Yale Dawson eingeführt, das Epitheton später zu okamurae berichtigt. Dawson ehrt damit den japanischen Forscher Kintaro Okamura (1867–1935), der die Art unter dem Namen Dictyota marginata in Icones of Japanese algae abgebildet und beschrieben hatte. Okamuras Name ist ein jüngeres Homonym und damit ein Nomen illegitimum, wodurch ein Ersatzname gefunden werden musste. Neuere phylogenomische Forschungen, bei denen die Verwandtschaft anhand des Vergleichs homologer DNA-Sequenzen untersucht wird, haben später ergeben, dass die Gliederung der Familie der Dictyotaceae in Gattungen überarbeitet werden musste. Il-Ki Hwang und Kollegen stellten die Art danach im Jahr 2009 in die Gattung Rugulopteryx, was allgemein akzeptiert worden ist.
Die Gattung Rugulopteryx wurde von Olivier De Clerck und Eric Coppejans erst 2006 neu aufgestellt, um einige Arten der alten Gattungen Dictyota bzw. Dilophus neu aufzunehmen. Sie umfasst nach heutiger Kenntnis vier Arten.